# Albron-arrest
Het Albron-arrest is een uitspraak van het Europese Hof van Justitie van 21 oktober 2010, inzake de rechten en verplichtingen van een werkgever jegens een werknemer bij overgang van de onderneming. Dit is vastgelegd in de Europese richtlijn 2001/23/EG en het daarop gebaseerde artikel 7:663 BW.
Voor het Albron-arrest gold echter dat sinds de zaak-Heidemij uit 1982 artikel 7:663 BW zo werd uitgelegd dat deze alleen van toepassing was op werknemers waarvan de arbeidsovereenkomst direct met de vervreemder - de eigenaar van het over te dragen goed - was aangegaan en niet op gedetacheerde werknemers.
Door het arrest zijn de mogelijkheden om de werknemersbescherming bij overgang van onderneming te omzeilen via een personeelsconstructie beperkt.

## Casus
Binnen het Heinekenconcern fungeert Heineken Nederlands Beheer B.V. (HNB) als personeelsvennootschap van waaruit de werknemers worden gedetacheerd aan werkmaatschappijen van het concern.
In 2004 besloot Heineken de catering uit te besteden aan Albron. Tot 1 maart 2005 werd de catering verzorgd door Heineken Nederland B.V. (HN) waarna deze activiteiten werden overgenomen door Albron. Vanaf die datum traden de cateringwerknemers die bij Heineken Nederland B.V. waren gedetacheerd in dienst van Albron. Hoewel de werknemers een ontslagvergoeding meekregen van Heineken, was er sprake van een forse inkomensachteruitgang doordat men overging naar de arbeidsvoorwaarden van Albron.
Albron werd daarna door John Roest met FNV Bondgenoten voor de kantonrechter in Utrecht gedaagd om met terugwerkende kracht de arbeidsvoorwaarden toe te passen zoals deze waren overeengekomen in de arbeidsovereenkomst die Roest in 1985 met HNB was aangegaan. Daarbij werd een beroep gedaan op de Europese richtlijn 2001/23/EG dat de rechten van werknemers beschermt bij overgang van ondernemingen.
Albron stelde echter dat het op basis van richtlijn 2001/23/EG opgestelde artikel 7:663 BW niet van toepassing was, aangezien de werknemers niet in dienst waren van de werkmaatschappij waarvan Albron de activiteiten had overgenomen, maar van de personeelsvennootschap. De kantonrechter stelde Roest en FNV Bondgenoten echter op 16 maart 2006 in het gelijk op basis van een vergelijking met het Botzen-arrest uit 1985. Belangrijk daarbij was dat er geen sprake was van detacheringen zoals bij uitzendbureau's, maar dat alle werknemers van HNB langdurig en alleen voor HN werkten.
Albron ging daarop in hoger beroep bij het Gerechtshof Amsterdam. Deze schorste de zaak en stelde prejudiciële vragen aan het Europese Hof van Justitie over de uitleg van richtlijn 2001/23/EG. 

### Hof van Justitie
Het Hof van Justitie stelde op 21 oktober 2010 dat de richtlijn van toepassing was en maakte daarbij onderscheid tussen de contractuele en niet-contractuele werkgever. De contractuele werkgever is de onderneming waarmee de werknemer een arbeidsovereenkomst is aangegaan. De niet-contractuele werkgever is de bij hetzelfde concern behorende onderneming waarbij de werknemers permanent zijn tewerkgesteld. Het Hof van Justitie stelde dat ook de niet-contractuele werkgever gezien kan worden als vervreemder zoals bedoeld in richtlijn 2001/23/EG, aangezien deze door de overgang van de activiteiten de hoedanigheid van werkgever verliest. Hoewel er geen sprake is van een arbeidsovereenkomst, is er wel sprake van een gelijkwaardig alternatief, een arbeidsbetrekking. Het Hof baseerde zich daarbij op punt 3 van de considerans van de richtlijn:
Voorzieningen zijn nodig om de werknemers bij verandering van ondernemer te beschermen, in het bijzonder om het behoud van hun rechten veilig te stellen.

### Gerechtshof Amsterdam
Albron stelde echter dat art. 7:663 BW niet richtlijnconform uitgelegd kon worden zonder dat er sprake was van een uitspraak contra legem. Indien zij hierin gelijk zouden hebben, dan zou de Europese richtlijn niet goed vertaald zijn in de Nederlandse wet en zou niet Albron, maar de Nederlandse staat aansprakelijk zijn. 
Het Gerechtshof Amsterdam stelde echter dat art. 7:663 BW voldoende ruimte liet om voor het begrip werkgever in dit geval zowel de contractuele als niet-contractuele werkgever aan te merken. Op 25 oktober 2011 deed het Gerechtshof Amsterdam dan ook uitspraak, waarbij het de uitleg van het Hof van Justitie volgde.

### Hoge Raad
Albron ging in cassatie tegen dit arrest bij de Hoge Raad. Deze bevestigde op 5 april 2013 het arrest onder verwijzing naar het Pfeiffer-arrest, het Kücükdeveci-arrest en het Adeneler-arrest. Hieruit volgt dat het de taak is van de nationale rechter om de werking van de betreffende richtlijn te verzekeren. Daarmee moet ervan worden uitgegaan dat met het begrip werkgever uit art. 7:663 BW hetzelfde wordt bedoeld als met het begrip vervreemder uit richtlijn 2001/23/EG.
Zo wordt ook gesteld dat hoewel art. 7:663 BW slechts spreekt over een arbeidsovereenkomst dit uitgelegd mag worden als arbeidsbetrekking.